# Gericht Ludwigseck
Das Gericht Ludwigseck war eine Verwaltungs- und Gerichtseinheit in der Landgrafschaft Hessen. Es wurde im Jahre 1421 unter der Bezeichnung Gericht in der Rohrbach erstmals urkundlich erwähnt, bestand jedoch schon lange zuvor. So ist z. B. belegt, dass die Burgmannen und Besatzung der ziegenhainschen Burg Schwarzenborn Anfang April 1373 im Sternerkrieg in das Gebiet des Gerichts in der Rohrbach einfielen und dort Dörfer plünderten und brandschatzten.
Der Gerichtsbezirk lag nördlich von Bad Hersfeld im Tal des Rohrbachs und seine Gerichtsstätte befand sich im Dorf Tann, einem heutigen Ortsteil der Gemeinde Ludwigsau im Landkreis Hersfeld-Rotenburg. Nach dem auf Veranlassung des Landgrafen Ludwig I. erfolgten und 1419 vollendeten Bau der Burg Ludwigseck wurden deren Erbauer, die miteinander verwandten Adelsgeschlechter von Röhrenfurth und von Holzheim, mit dem umliegenden Gebiet belehnt. Dabei erhielten sie auch die Gerichtsherrschaft über das Gebiet, das dann später Gericht Ludwigseck genannt wurde.
Im Jahre 1538 umfasste das Gericht die Dörfer Beenhausen, Gerterode, Heyerode, Niederthalhausen, Oberthalhausen, Rohrbach und Tann; Georg Landau rechnete auch Ersrode, den Hof Trunsbach und die Wüstung Schöpbach dazu. Die Gerichtsstätte befand sich weiterhin in Tann. Das Gericht gehörte ab 1579 zum Amt Rotenburg der Landgrafschaft Hessen-Kassel, das von 1627 bis 1835 Teil der Rotenburger Quart war. Die Riedesel erhielten im Jahre 1776 auch die Kriminaljustiz im Gericht Ludwigseck zugesprochen. Sie übten die Gerichtsbarkeit noch bis zur Auflösung des Kurfürstentums Hessen durch Napoleon und die damit verbundene Aufhebung der adeligen Patrimonialgerichte aus.